# Ischnochiton winckworthi
Ischnochiton winckworthi är en blötdjursart som beskrevs av Eugène Leloup 1936. Ischnochiton winckworthi ingår i släktet Ischnochiton och familjen Ischnochitonidae.
Artens utbredningsområde är Indiska oceanen. Inga underarter finns listade i Catalogue of Life.